# Monsieur Constant
Pour plus de détails, voir Fiche technique et Distribution.
Monsieur Constant est une comédie dramatique française d'Alan Simon sortie en 2023.

## Fiche technique
Sauf indication contraire, les informations mentionnées dans cette section peuvent être confirmées par les bases de données cinématographiques IMDb et Allociné,  présentes dans la section « Liens externes ».
- Titre original : Monsieur Constant
- Réalisation : Alan Simon
- Scénario : Alan Simon
- Musique : Alan Simon et Lee Holdridge
- Décors : Gérard Ollivier
- Costumes : Dylan Jegou et Ambre Pasteur
- Photographie : Charles-Hubert Morin
- Son : Emmanuel Le Gall
- Production : Thierry Pélissier
- Sociétés de production : Babaika
- Sociétés de distribution : Babaika
- Pays de production :  France
- Langue originale : français et russe
- Format : couleur — 2,35:1
- Genre : comédie dramatique
- Durée : 108 minutes
- Dates de sortie :
  - France : 17 mai 2023 (sortie nationale) ; 1er décembre 2023 (DVD) ; 28 mai 2025 (ressortie)

## Distribution
Sauf indication contraire ou complémentaire, les informations mentionnées dans cette section proviennent du générique de fin de l'œuvre audiovisuelle présentée ici.
- Jean-Claude Drouot : Constant Lucas
- Cali : Sergio Lucas
- Danièle Évenou : Odile
- Sacha Bourdo : Sacha
- Jean-Yves Lafesse : P'tit Louis
- Mikhail Zhigalov : Micha Vodyanov
- Gabrielle Pélissier : Adéla Lucas
- Juliette Pélissier : Julie
- Jean-Jacques Chardeau : Charlemagne
- Capucine Goust : Natalia
- Timothée Bellego : le capitaine du bateau